# Robert J. Walsh
Robert J. Walsh (* 4. Dezember 1947; † 18. Oktober 2018 in Chicago, Illinois) war ein US-amerikanischer Film- und Fernsehkomponist.

## Leben
Robert J. Walsh begann seine Laufbahn als Komponist für Film- und Fernsehmusik in den 1980er Jahren. In dieser Zeit war er vor allem an verschiedenen Zeichentrickserien beteiligt, darunter The Transformers (1985–1987) und Muppet Babies (1984–1989). Für letztere war er 1986 für den Daytime Emmy Award nominiert.
Mitte der 2000er Jahre war er an mehreren Low-Budget-Filmen von Ulli Lommel beteiligt.
Insgesamt wirkte er an mehr als 70 Produktionen mit.
Am 18. Oktober 2018 starb er im Alter von 70 Jahren.

## Filmografie (Auswahl)
- 1981: Der total verrückte Bugs Bunny Film (The Looney, Looney, Looney Bugs Bunny Movie)
- 1982: Blood Song
- 1982: Nightbeast – Terror aus dem Weltall (Nightbeast)
- 1983: Wie die Wilden (Heartbreaker)
- 1983: Daffy Ducks fantastische Insel (Daffy Duck’s Movie: Fantastic Island)
- 1983: Young Warriors (The Young Warriors)
- 1983: Die Rückkehr der Ninja (Revenge of the Ninja)
- 1984–1989: Muppet Babies (Zeichentrickserie)
- 1985–1986: Action Force – Die neuen Helden  (G.I. Joe, Zeichentrickserie)
- 1985–1987: The Transformers (The Transformers, Zeichentrickserie)
- 1986: Inhumanoids (Zeichentrickserie)
- 1991: Verliebt in die Gefahr (Year of the Gun)
- 1992: Träume der Angst (Illusions)
- 1993: Leprechaun – Der Killerkobold (Leprechaun)
- 1996: Fever Lake – See der Verfluchten (Fever Lake)
- 1999: Das Darwin-Projekt (The Darwin Conspiracy)
- 1999: No Escape – Der Kampf mit der Bestie (Millenium Man)
- 2004: Zombie Nation
- 2005: Green River Killer
- 2006: The Raven
- 2007: The Tomb